# Robyn Ochs

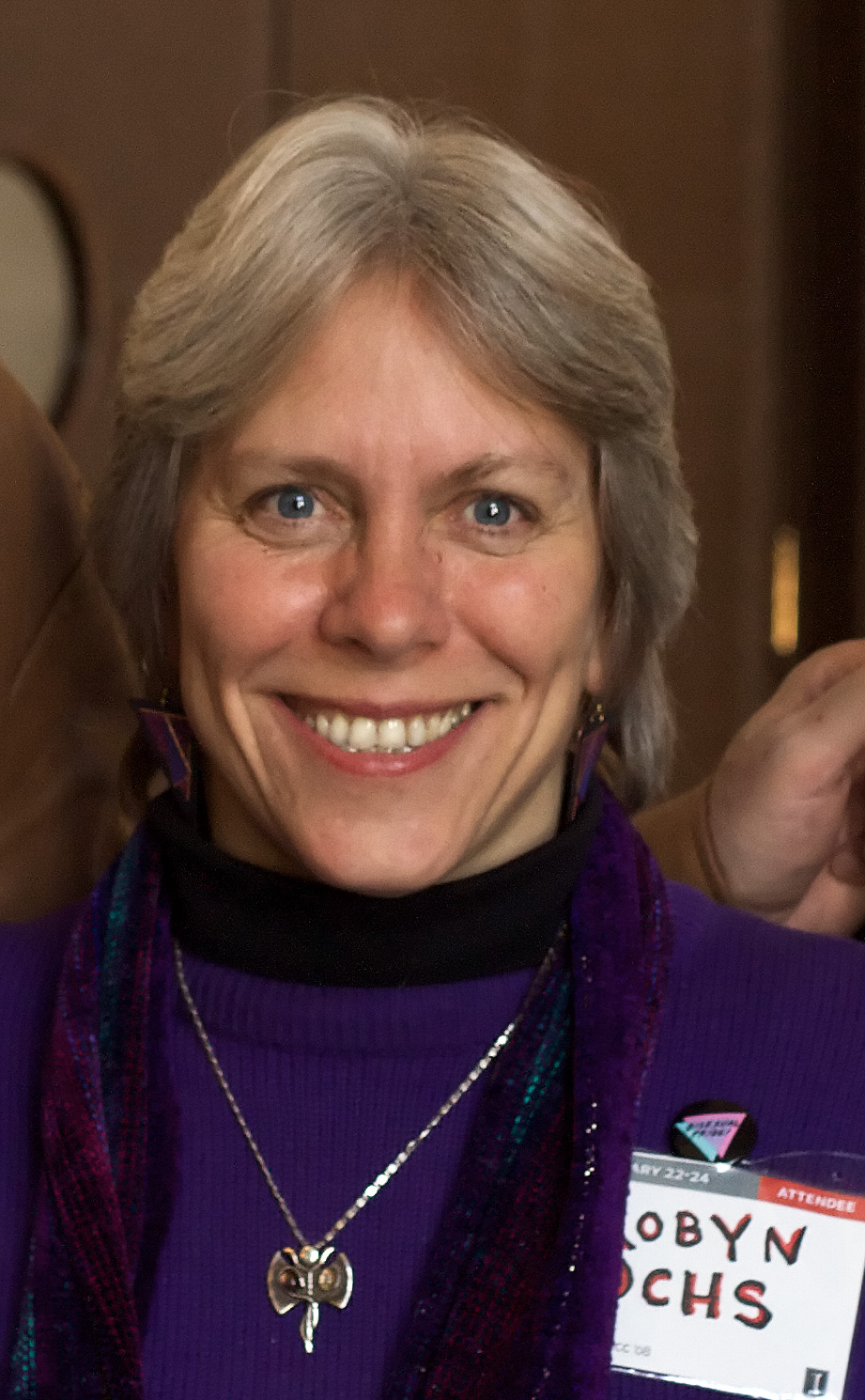
Robyn Ochs, 2008

Robyn Ochs (* 5. Oktober 1958 in Queens, New York) ist Autorin, Herausgeberin, Pädagogin und Bi-Aktivistin. Sie greift theoretische Ansätze von Fritz Klein auf und entwickelt aus ihnen eine Art politisches Handlungsprogramm für die LGBT-Bewegung.

## Kindheit, Jugend und erster Kontakt zum Bi-Aktivismus
Robyn Ochs wuchs in Far Rockaway, einem Viertel im New Yorker Stadtbezirk Queens, auf. Ihr Elternhaus war feministisch ausgerichtet. Ihre Mutter ist Sonny Ochs. Ihre dominante Mutter war kommunalpolitisch tätig und vielfältig sozial engagiert. Das gesamte familiäre Umfeld war eng verzahnt mit der Bürgerrechts-, Friedens- und Umweltbewegung. Die in den USA berühmten Protestsongs ihres Onkels, Phil Ochs, begleiteten sie durch Kindheit und Jugend. Ihr anderer Onkel war Michael Ochs.
Mitte der 1970er-Jahre während ihrer Zeit im Westchester College, im Norden New Yorks, wurde sie sich nach und nach ihrer bisexuellen Identität bewusst. 1982 zog sie von Far Rockaway nach Boston. Hier fand sie erstmals Kontakt zu anderen bisexuellen Frauen und durchlebte ihr Coming Out gegenüber ihrem Umfeld und ihrer Familie. 1983 wurde sie zur Mitbegründerin des „Boston Bisexual Women´s Network“, einer bis heute bestehenden Vereinigung bisexueller Frauen.

## Berufliches und gesellschaftliches Engagement
Ab 1985 war sie im Hauptberuf Verwaltungsangestellte an der Harvard-Universität in Cambridge (Massachusetts/USA). 2001 wechselte sie hier zu einer Teilzeittätigkeit, um Beruf, ehrenamtliches Engagement und Privatleben miteinander in Einklang halten zu können.
Ebenfalls 1985 unterstützte sie in Boston den Aufbau des „The East Coast Bisexual Network“, das heute unter dem Namen „Bisexual Resource Center“ weltweit Informationen zum Thema Bisexualität verbreitet und engagierten Einzelpersonen und Organisationen des Bi-Aktivismus mit Rat und Tat beiseite steht. Ferner richtet es Bi-Konferenzen aus, so etwa die fünfte internationale Bi-Konferenz im Jahre 1998 in Boston.
Robyn Ochs schreibt Abhandlungen und Essays für diverse Anthologien, veröffentlicht Zeitungsartikel und gibt zahlreiche Interviews. Sie profilierte sich als Expertin in Sachen Bisexualität, Identität und Zuschreibungen, Homophobie und Biphobie. Als Vorkämpferin Bisexueller ist sie häufig Gast in Fernseh-Talk-Shows.
1991 nahm sie eine Lehrtätigkeit am Massachusetts Institute of Technology in Cambridge (Massachusetts) auf. Hier, wie auch ab 1992 an der Tufts University, dozierte sie zunächst über Bisexualität. Sie erweiterte ihr Unterrichtsspektrum später mehrfach.
Mitte der 1990er Jahre machte sich Robyn Ochs zur Wortführerin in der US-amerikanischen „Marriage Equality“-Debatte, indem sie sich öffentlichkeitswirksam für die juristische Öffnung des Eheinstituts für gleichgeschlechtliche Paare einsetzt. Am 17. Mai 2004 heiratete sie ihre langjährige Lebensgefährtin, Peg Perble. Es war der erste Tag in den USA, an dem gleichgeschlechtlichen Paaren dies möglich war.

## Wichtige Denkanstöße
Robyn Ochs beschäftigt sich ausgehend von Kleins These der Wandelbarkeit sexueller Orientierung und Identität mit der Frage der Relativität sozialer Etikettierungen. Sie fokussiert die soziale Konstruktion von Kategorien, wie „schwul“, „lesbisch“ oder „bisexuell“. Sie erkennt die soziale Bedeutung dieser Zuschreibungen an, denkt aber auch über ihre Überwindung nach, was in einem ihrer Kurstitel: „Crossing the Lines: Gender and Sexual Orientation“ anklingt.
Sie mahnt das Schmieden von Koalitionen unter verschiedenen Gruppierungen an, da ihr Einsatz für mehr gesellschaftliche Anerkennung ihrer eigenen Gruppe immer auch der allen gemeinsame Kampf um Menschen- und Bürgerrechte sei („making space for everyone at the table“). Der in den USA ausgeprägte gemeinsame Kampf von Schwulen, Lesben, Bisexuellen und Transgendern für mehr Rechte gewinnt so eine wichtige Fürsprecherin.

## Teilnahme an Konferenzen
Seit Mitte der 1980er Jahre nimmt Robyn Ochs kontinuierlich an Bi-Konferenzen auf regionaler, nationaler und internationaler Ebene teil. Sie gilt hier vielen als brillante freie Rednerin und pädagogisch versierte Workshopleiterin. Zu diesen Konferenzen gehören unter anderem:
1. Internationalen Bi-Konferenz in Amsterdam (Niederlande), 1991.
1. Europäische Bi-Konferenz in Rotterdam (Niederlande) unter dem Motto „Same preferences, different lifestyles“, 2001.
2. Europäischen Bi-Konferenz in Dublin (Irland) unter dem Motto „Loving the Difference“, 2003 (Eröffnungsrede).
9. Internationalen Bi-Konferenz in Toronto (Kanada), 2006.

## Ehrungen
1997 erhielt Robyn Ochs als erste Preisträgerin den „Reinaldo Jose dos Santos Memorial Award“ für ihr Engagement für Bisexuelle. Er wird seit 1997 gestiftet vom Australian Bisexual Network.

## Werk
Robyn Ochs gibt Mitte der 80er erstmals den „Bisexual Resource Guide“ heraus. Es entwickelt sich bis zur vierten Auflage (erschienen im Jahre 2001) zu einem weltumspannenden Verzeichnis von bisexueller Gruppen und Organisationen.
2005 gibt sie eine Anthologie heraus unter dem Namen „Getting Bi: Voices of Bisexuals Around the World“. Es ist eine Sammlung von Berichten aus erster Hand von 184 Personen aus 32 Ländern, die sich mehr oder weniger als „bisexuell“ verstehen.